# Salem Kedy
Salem Kedy né le 28 Août 1981 à Douala est un réalisateur cinématographie Camerounais. Il a à son actif plus d’une trentaine de films.

## Biographie
Salem Kedy né le 28 Août 1981 à Douala est un réalisateur Camerounais qui fait ses débuts dans le cinéma en 2013 puis en 2015, commence à travailler à son propre compte. Il a su apporter une touche glamour à ses réalisations,on peut noter la web série Pakgne ayant pour actrices principales Muriel Blanche et Marcelle Kuetche nommé respectivement Mandefo et poupy. En 2019 il réalise la web série les Tcha-kaï de Emy Dany Bassong qui connaît aussi un franc succès. Salem s’associe avec l’une de ses idoles dans le cinéma en ce qui concerne la réalisation. Il s’agit d’Ebenezer Kempombia ;dès lors ils travaillent en collaboration pour la réalisation de la série à succès Madame...Monsieur, Bataille des chéries et actuellement sur révélations scandaleuses. Il est à l’origine de la réalisation de plusieurs films à l’instar de Shenanigans, prédiction, petit Sam.

## Filmographie

### Web séries
- Pakgne en 2016 avec Muriel Blanche et Marcelle Kuetche[2]
- les Tcha kaï la saison1 en 2019 avec Emy Dany Bassong

### Séries
- Madame Monsieur saison 1,2,3[3] Ebenezer Kempombia
- Bataille des chéries en 2024 Ebenezer Kempombia
- Révélations Scandaleuses Ebenezer Kempombia

### Films
- Shenanigans de Muriel Blanche
- Prédiction de Lucie Memba
- Petit Sam
- Aline de Muriel Blanche[4].